# Colete de Milwaukee
O Colete de Milwaukee é usado em tratamentos de curvaturas colunais, como cifose e escoliose.  É um colete que ocupa todo o torso, do pelvis até a base do crânio. O colete consiste em: Anel cervical, Barras de aluminío posterior, Barra de aluminío central,Cesto Pélvico em polipropileno, Coxins laterias ou almofadas posteriores Foi originalmete criado por Blaunt e Schmdit em 1946 para tratamento pós-operatório quando a cirurgia necessitava períodos longos de imobilização.
O colete mais comum é o thoracolumbar sacral orthosis (TLSO), ele não contém um anel em volta do pescoço, entra mais fácil na roupa e é mais aceitável pelo paciente. Mas não pode controlar curvaturas toráticas ou cervicais.[carece de fontes?]
Este colete é usado apenas em pacientes com escoliose ainda não estruturada e que estejam em fase de crescimento